# 胎内市
胎内市（たいないし）は、新潟県の北部に位置する市。2005年9月1日に北蒲原郡中条町、黒川村の合併により発足。新発田市への通勤率は14.1%（平成22年国勢調査）。

## 地理

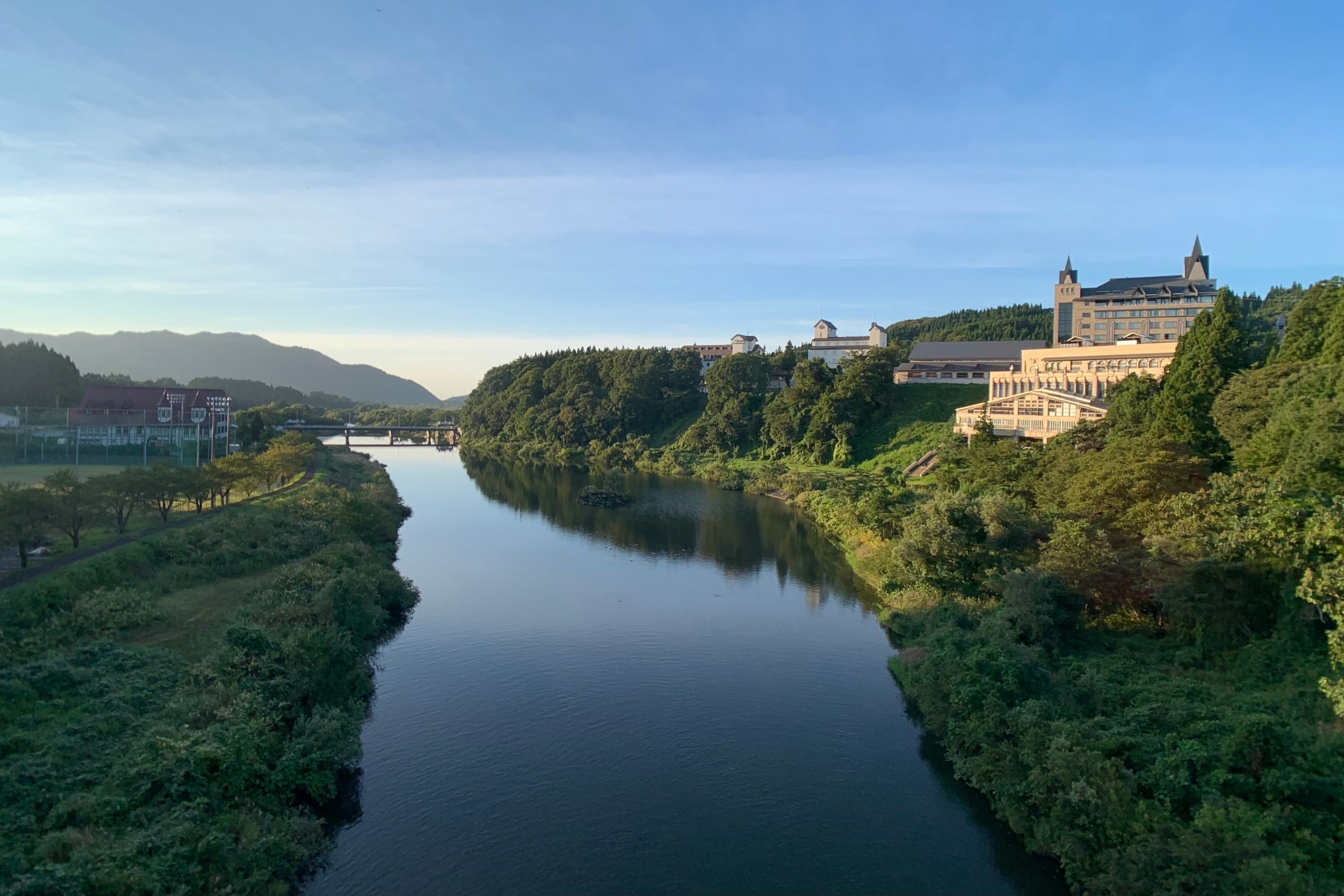
胎内川と胎内リゾート（2021年9月）

新潟県の北部に位置し、市域は胎内川流域に沿って東西に、「へ」の字に曲がった細長い形をしている。平野部の中条地区と、山間部の黒川地区の間に櫛形山脈があり、それを横切る形で胎内川が流れている。
典型的な扇状地であり、扇央部では胎内川の水は伏流水となるため、夏場の降雨の少ない時期は水無川となることがある。扇端部では、湧水が豊富で「どっこん水」と呼ばれている。
- 山：門内岳、胎内山、地神山、頼母木山、牟礼山、風倉山、櫛形山脈、鳥坂山、白鳥山、櫛形山、蔵王山塊、高坪山
- 河川：胎内川、船戸川、落堀川
- ダム：胎内川ダム、胎内第一ダム、胎内第二ダム、奥胎内ダム

### 気候
冬の降水量（降雪量）は多いが、気温そのものはそれほど低くならず、アメダス中条地点の1月の平均最低気温は関東地方の内陸部と同程度である。一方、夏は平均値としてはアメダス東京地点や金沢地点よりもやや涼しい程度であるが、台風シーズンにフェーン現象による異常な高温を観測することがある。
- 2018年8月23日には台風20号等の影響で吹き込んだ南風がフェーン現象によって熱風となり、市内の中条アメダスで最高気温40.8°Cを観測。これは新潟県ならびに北陸地方の観測史上最高気温である[1]。
  - 同日は胎内市中条の他にも三条市（40.4°C）、上越市大潟（40.0°C）の計3ヶ所で40°C以上の最高気温を観測しており、これらは40°C以上の最高気温を観測した時期としては、当時日本国内で最も遅い記録であった。
- 2019年8月15日には最高気温40.7°Cを観測。これは同年における国内最高気温であった。
- 2020年9月3日には最高気温40.0°Cを観測。同日最高気温40.4°Cを観測した三条市とともに、前述の40°C以上の最高気温を観測した時期の最も遅い記録を更新した。
  - また、三条市と共に国内観測史上初めて同一の観測地点で3年連続して40°C以上の最高気温を観測した。

| 胎内市（中条地域気象観測所）の気候                      | 胎内市（中条地域気象観測所）の気候 | 胎内市（中条地域気象観測所）の気候 | 胎内市（中条地域気象観測所）の気候 | 胎内市（中条地域気象観測所）の気候 | 胎内市（中条地域気象観測所）の気候 | 胎内市（中条地域気象観測所）の気候 | 胎内市（中条地域気象観測所）の気候 | 胎内市（中条地域気象観測所）の気候 | 胎内市（中条地域気象観測所）の気候 | 胎内市（中条地域気象観測所）の気候 | 胎内市（中条地域気象観測所）の気候 | 胎内市（中条地域気象観測所）の気候 | 胎内市（中条地域気象観測所）の気候 |
| 月                                                      | 1月                                | 2月                                | 3月                                | 4月                                | 5月                                | 6月                                | 7月                                | 8月                                | 9月                                | 10月                               | 11月                               | 12月                               | 年                                 |
| ------------------------------------------------------- | ---------------------------------- | ---------------------------------- | ---------------------------------- | ---------------------------------- | ---------------------------------- | ---------------------------------- | ---------------------------------- | ---------------------------------- | ---------------------------------- | ---------------------------------- | ---------------------------------- | ---------------------------------- | ---------------------------------- |
| 最高気温記録 °C （°F）                                  | 15.1 (59.2)                        | 22.1 (71.8)                        | 24.2 (75.6)                        | 31.7 (89.1)                        | 33.2 (91.8)                        | 36.3 (97.3)                        | 39.2 (102.6)                       | 40.8 (105.4)                       | 40.0 (104)                         | 33.7 (92.7)                        | 27.3 (81.1)                        | 20.8 (69.4)                        | 40.8 (105.4)                       |
| 平均最高気温 °C （°F）                                  | 5.1 (41.2)                         | 5.9 (42.6)                         | 10.1 (50.2)                        | 16.6 (61.9)                        | 22.2 (72)                          | 25.7 (78.3)                        | 29.3 (84.7)                        | 31.3 (88.3)                        | 27.2 (81)                          | 21.1 (70)                          | 14.6 (58.3)                        | 8.4 (47.1)                         | 18.1 (64.6)                        |
| 日平均気温 °C （°F）                                    | 2.4 (36.3)                         | 2.6 (36.7)                         | 5.8 (42.4)                         | 11.4 (52.5)                        | 17.0 (62.6)                        | 21.0 (69.8)                        | 24.9 (76.8)                        | 26.5 (79.7)                        | 22.4 (72.3)                        | 16.4 (61.5)                        | 10.4 (50.7)                        | 5.2 (41.4)                         | 13.9 (57)                          |
| 平均最低気温 °C （°F）                                  | −0.2 (31.6)                        | −0.5 (31.1)                        | 1.8 (35.2)                         | 6.5 (43.7)                         | 12.2 (54)                          | 17.0 (62.6)                        | 21.5 (70.7)                        | 22.7 (72.9)                        | 18.6 (65.5)                        | 12.4 (54.3)                        | 6.5 (43.7)                         | 2.1 (35.8)                         | 10.1 (50.2)                        |
| 最低気温記録 °C （°F）                                  | −9.7 (14.5)                        | −11.2 (11.8)                       | −9.7 (14.5)                        | −1.7 (28.9)                        | 4.0 (39.2)                         | 8.1 (46.6)                         | 12.9 (55.2)                        | 13.3 (55.9)                        | 9.0 (48.2)                         | 1.8 (35.2)                         | −1.3 (29.7)                        | −10.5 (13.1)                       | −11.2 (11.8)                       |
| 降水量 mm （inch）                                      | 266.6 (10.496)                     | 172.5 (6.791)                      | 143.8 (5.661)                      | 120.3 (4.736)                      | 126.8 (4.992)                      | 143.8 (5.661)                      | 241.4 (9.504)                      | 189.0 (7.441)                      | 172.7 (6.799)                      | 190.6 (7.504)                      | 255.9 (10.075)                     | 304.5 (11.988)                     | 2,331.2 (91.78)                    |
| 平均降水日数 （≥1.0 mm）                                | 26.4                               | 21.5                               | 18.5                               | 13.0                               | 12.1                               | 11.1                               | 13.8                               | 11.3                               | 13.5                               | 15.6                               | 20.3                               | 25.0                               | 202.4                              |
| 平均月間日照時間                                        | 30.7                               | 52.0                               | 113.2                              | 168.8                              | 200.3                              | 177.9                              | 160.0                              | 201.0                              | 150.4                              | 128.4                              | 82.0                               | 41.8                               | 1,516.9                            |
| 出典：気象庁 (平均値：1991年-2020年、極値：1978年-現在) |                                    |                                    |                                    |                                    |                                    |                                    |                                    |                                    |                                    |                                    |                                    |                                    |                                    |

## 歴史

### 市名の由来
市域を流れる胎内川に由来する。合併にともなう新市名称の公募で「胎内市」が応募数１位であり、選定基準を満たすことから決定した。

### 沿革

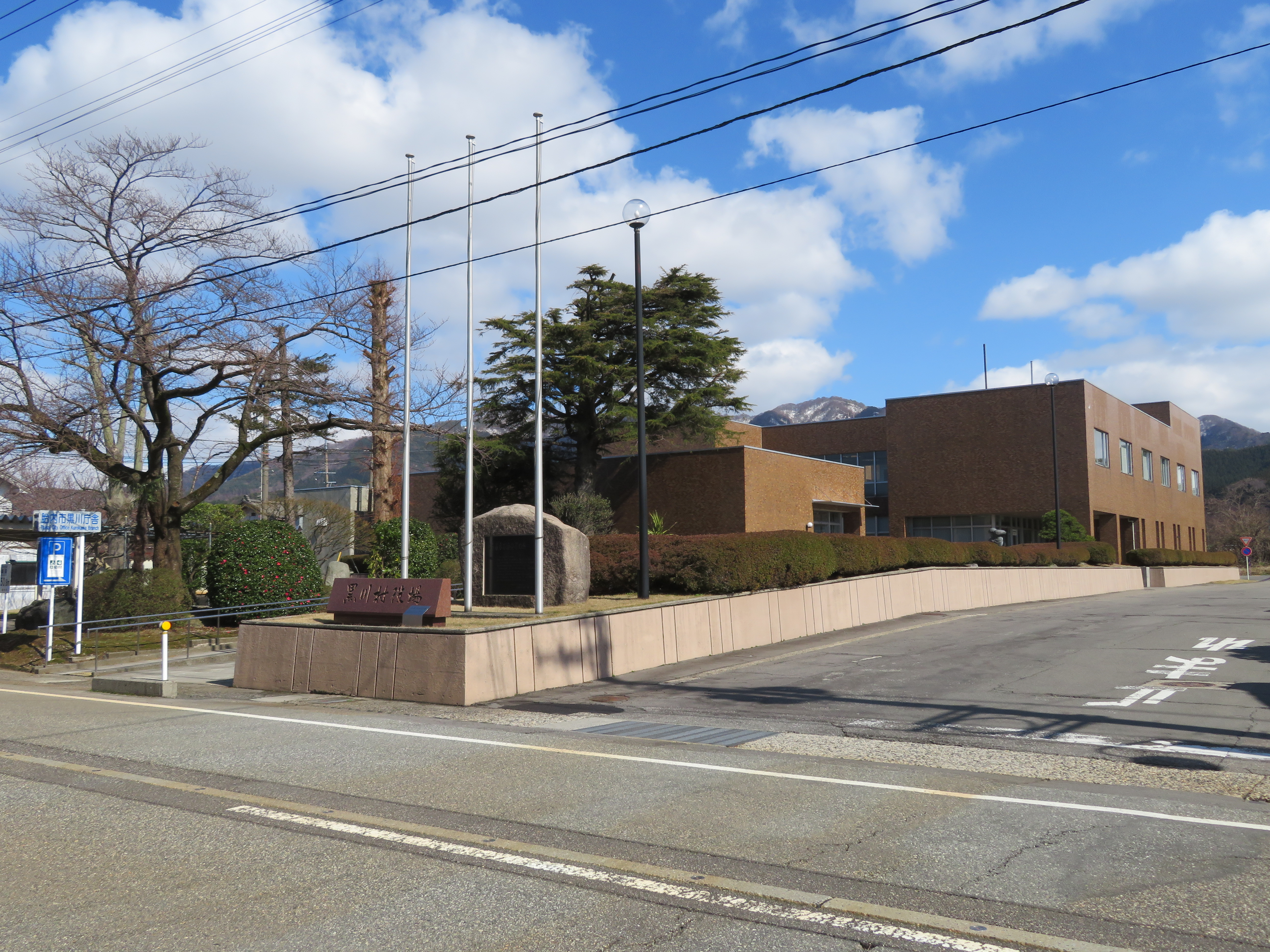
黒川庁舎（旧黒川村役場庁舎）

- 2005年9月1日：北蒲原郡中条町・黒川村の合併により発足。

## 人口
| |                                        |  |
| 胎内市と全国の年齢別人口分布（2005年） | 胎内市の年齢・男女別人口分布（2005年） |  |
| ■紫色 ― 胎内市 ■緑色 ― 日本全国 | ■青色 ― 男性 ■赤色 ― 女性              |  |
| 胎内市（に相当する地域）の人口の推移 \| 1970年（昭和45年） \| 35,651人 \| \| \| 1975年（昭和50年） \| 36,480人 \| \| \| 1980年（昭和55年） \| 35,605人 \| \| \| 1985年（昭和60年） \| 35,567人 \| \| \| 1990年（平成2年） \| 35,517人 \| \| \| 1995年（平成7年） \| 34,830人 \| \| \| 2000年（平成12年） \| 34,278人 \| \| \| 2005年（平成17年） \| 32,813人 \| \| \| 2010年（平成22年） \| 31,424人 \| \| \| 2015年（平成27年） \| 30,198人 \| \| \| 2020年（令和2年） \| 28,509人 \| \| |                                        |  |
| 総務省統計局 国勢調査より |                                        |  |
| 1970年（昭和45年） | 35,651人                               |  |
| 1975年（昭和50年） | 36,480人                               |  |
| 1980年（昭和55年） | 35,605人                               |  |
| 1985年（昭和60年） | 35,567人                               |  |
| 1990年（平成2年） | 35,517人                               |  |
| 1995年（平成7年） | 34,830人                               |  |
| 2000年（平成12年） | 34,278人                               |  |
| 2005年（平成17年） | 32,813人                               |  |
| 2010年（平成22年） | 31,424人                               |  |
| 2015年（平成27年） | 30,198人                               |  |
| 2020年（令和2年） | 28,509人                               |  |

## 行政
- 市長：井畑明彦（2017年10月2日就任[5]、2期目）

| 代     | 氏名     | 就任年月日    | 退任年月日    |
| ------ | -------- | ------------- | ------------- |
| 初-3代 | 吉田和夫 | 2005年10月2日 | 2017年10月1日 |
| 4代-   | 井畑明彦 | 2017年10月2日 | 現職          |

### 議会
定数16

## 経済

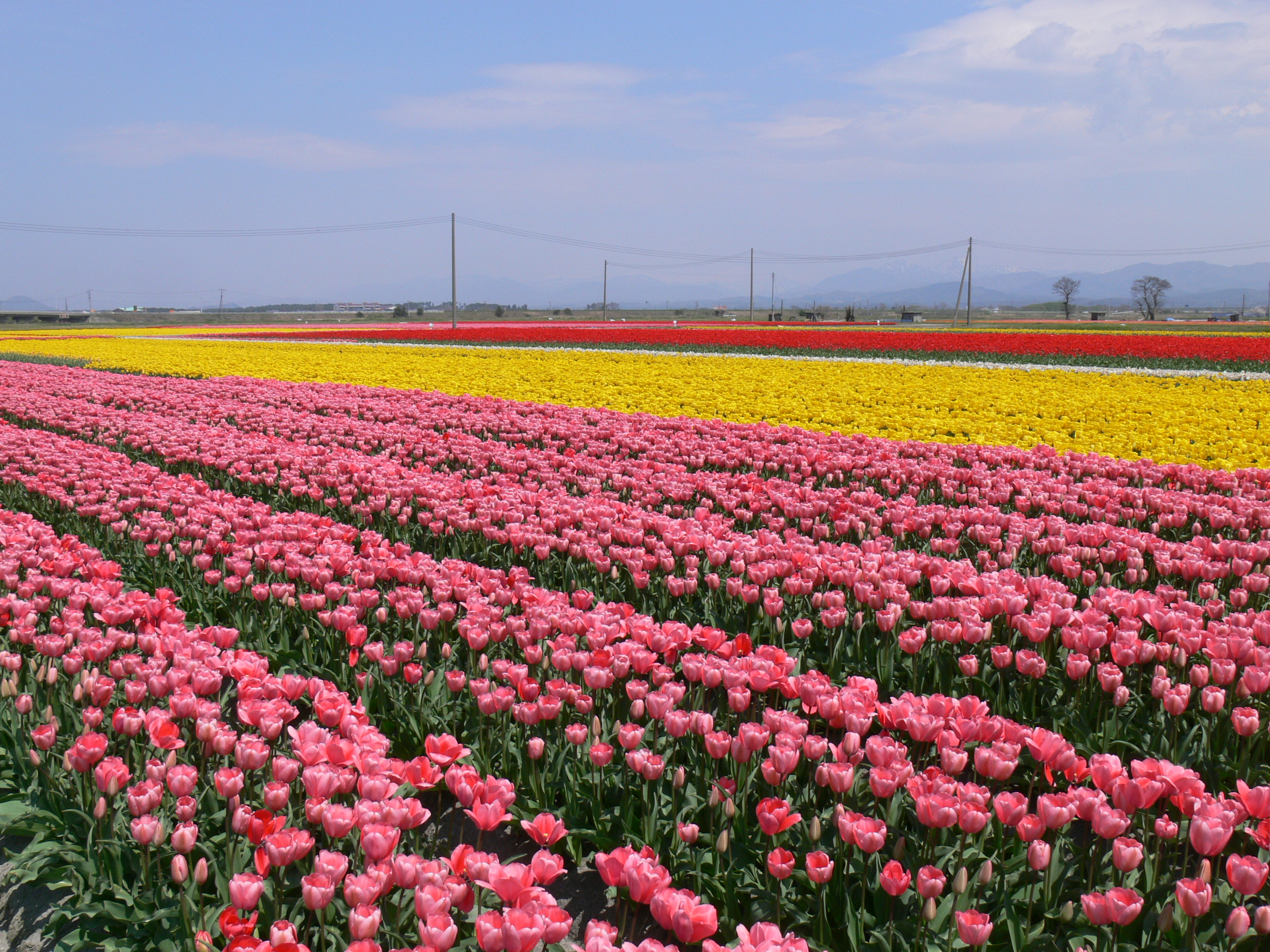
桃崎浜地区のチューリップ畑

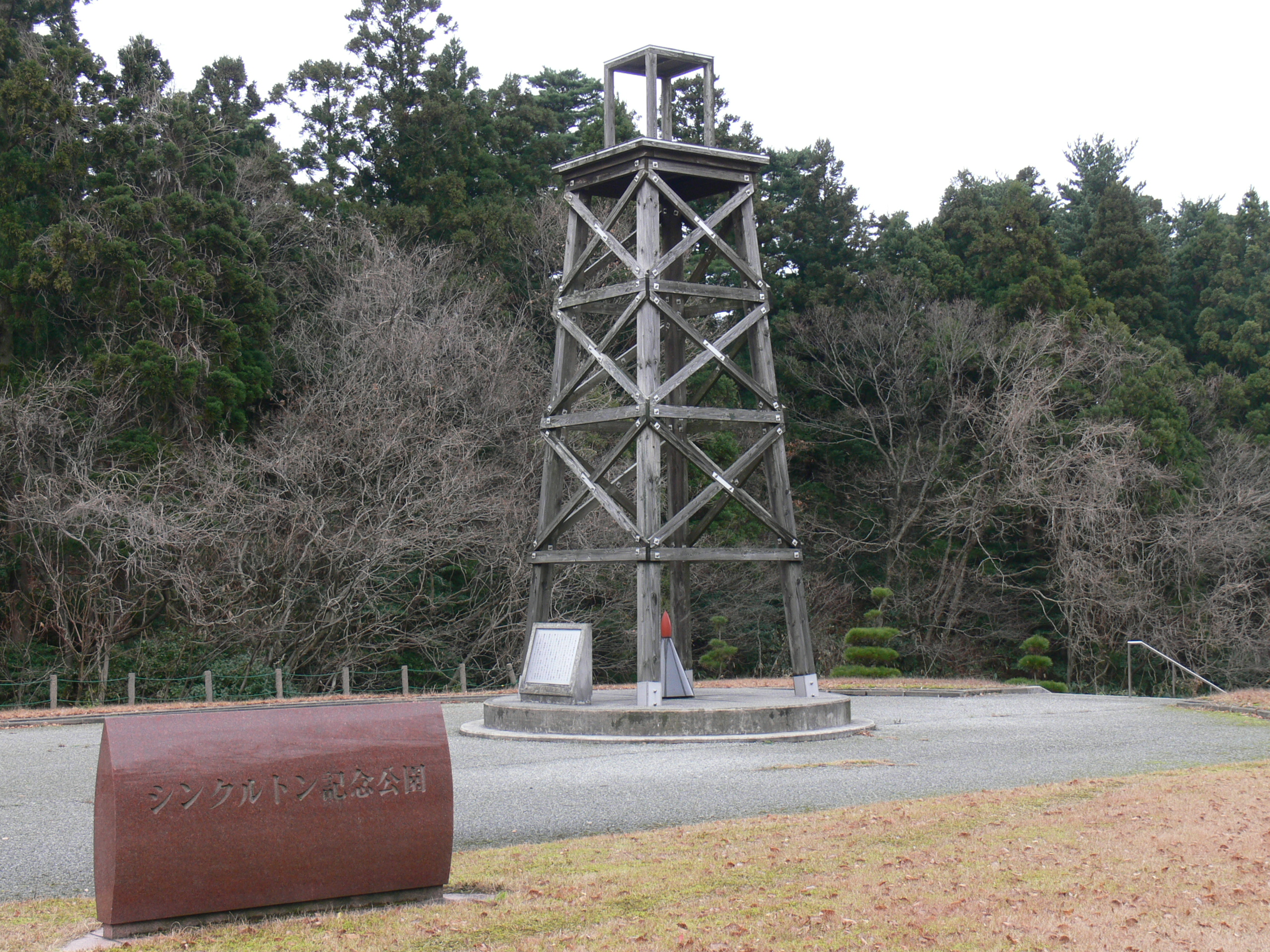
シンクルトン記念公園（黒川油田）

### 農業
稲作を中心に、野菜類、花き栽培、養豚・養鶏などの畜産、果樹栽培も盛んである。主なものは以下の通りである。
- やわ肌ねぎ（長ネギ）
- チューリップ
- 胎内高原ワイン - 2003年に黒川村（当時）主導でブドウ栽培が始まり、2007年に醸造施設「胎内高原ワイナリー」が設立されてワイン生産が始まった[7]。
- タノブラック、タノレッド（ぶどう）

### 軽工業
- 新潟製粉 本社工場・第二工場
- 栗山米菓 中条工場

### 鉱工業
平野部の中条地区では石油を背景とした工業が発展し、現在でも工場が数多く立地している。主なものは以下の通りである。
- クラレ新潟事業所
- ENEOS Xplora中条油業所
- 日立産機システム中条事業所
- 日立Astemo新潟工場
- 水澤化学工業中条工場
- ジャムコエアクラフトインテリアズ中条工場

沖合では海底油田、ガス田のプラットフォームが稼働している。
- 岩船沖油ガス田（石油資源開発、日本海洋石油、三菱ガス化学）

#### 発電
胎内川のダムを利用して新潟県が設置・管理する胎内第一～第四水力発電所が稼働中である。
沿岸部には風力発電所が立地している。
- 日立ウィンドパワー 中条風力発電所（日立産機システム中条事業所内、1990 kW×1基）[8][9]
- JEN胎内ウィンドファーム（伊藤忠エネクスの孫会社[10]） 胎内風力発電所（2000 kW×10基）[8]

このほか、当市沖から村上市沖にかけての海域で洋上風力発電の計画が進められており、2021年9月には「有望な区域」として国から選定を受けた。

#### ライフライン
- 東北電力ネットワーク（電気）
- 新発田ガス（都市ガス）

### 観光
山間部の黒川地区では、旧黒川村時代から積極的な観光開発が行われており、四季を通じて観光産業が盛んである。パラグライダーを楽しむことができる。

### 商業
3・8のつく日に熊野若宮神社前で六斎市「中条市」（胎内市露店市場）が開催される。

## 姉妹都市・提携都市

### 国内
- 山梨県笛吹市

旧・中条町が旧・境川村と姉妹都市提携。

### 海外
- アメリカイリノイ州カーボンデール市

旧・中条町が姉妹都市提携。

## 教育

### 専門学校・各種学校
- 新潟インターナショナルハイスクール
- かつて、つつじヶ丘地区にインターナショナル留学カレッジという専門学校が存在した。元は1988年に南イリノイ大学カーボンデール校の分校「南イリノイ大学新潟校」として開校し、のちNSGグループの傘下となり名称変更。学生数減少などにより2007年3月をもって閉校した。

### 高等学校
- 新潟県立中条高等学校
- 開志国際高等学校

### 中学校
- 中条中学校（中条・胎内小学校区）
- 乙中学校（きのと小学校区）
- 築地中学校（築地小学校区）
- 黒川中学校（黒川小学校区）

### 小学校
- 中条小学校
- 胎内小学校
- きのと小学校
- 築地小学校
- 黒川小学校

### その他の教育施設
- 新潟県少年自然の家

## 交通

### 鉄道路線
- 羽越本線
  - 中条駅 - 平木田駅
- 中心となる駅：中条駅

### 高速バス
かつては新潟市と山形市を結ぶZao号が胎内BSに停車していたが、胎内BSは2020年3月に廃止となりZao号は市内に停車しなくなった。

### 路線バス

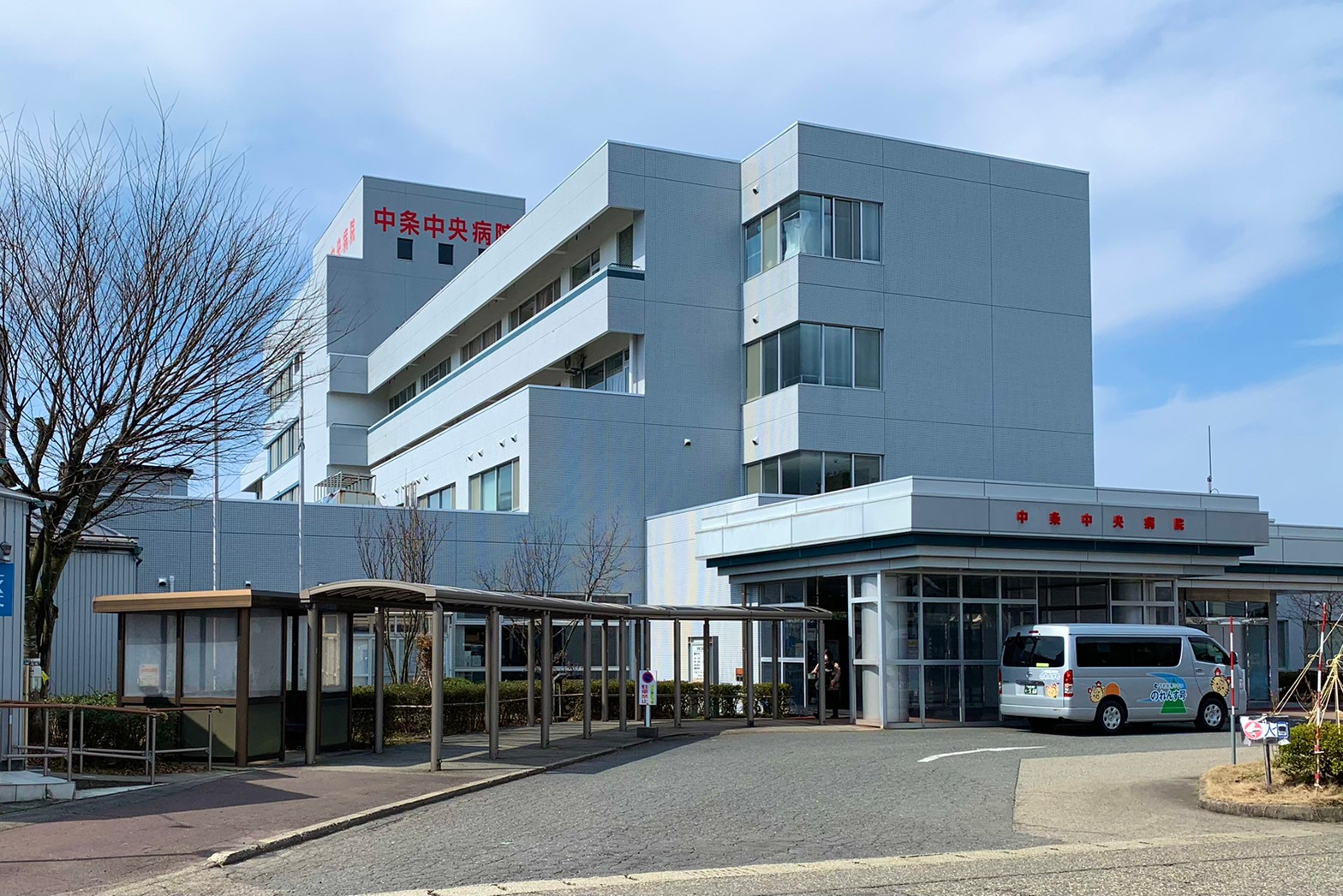
中条中央病院に停車中の「のれんす号」（2022年3月）

新潟交通観光バスなどによる路線バスは2017年9月までに全て廃止となり、以下の2つの公共交通に再編された。
- 予約型のりあい自動車「のれんす号」
市内ほぼ全域を網羅するデマンド型交通である。
- 無料観光バス「くるっと胎内」
2019年運行開始[14]。季節限定で土・日・祝のみ運行。
2009年秋から2013年までは有料の「ホリデー胎内」が運行されていた[15][16]。

### 道路

#### 高速道路
- 日本海東北自動車道
  - (5)中条IC - (TB)中条TB - (5-1)胎内SIC - (6)荒川胎内IC

#### 一般国道
- 市内を走る一般国道
  - 国道7号
    - 中条黒川バイパス

  - 国道113号
    - 乙バイパス
    - 荒川道路

  - 国道290号
  - 国道345号

#### 道の駅
- 胎内

## 名所・旧跡・観光スポット・祭事・催事・ご当地グルメ・スポーツ

### 名所・旧跡・観光スポット
- 乙寶寺 - 三重塔は国の重要文化財
- 奥山荘城館遺跡：国の史跡[17]
  - 鳥坂城
  - 江上館跡
  - 奥山荘歴史館
- 城の山古墳：国の史跡
- 胎内観音

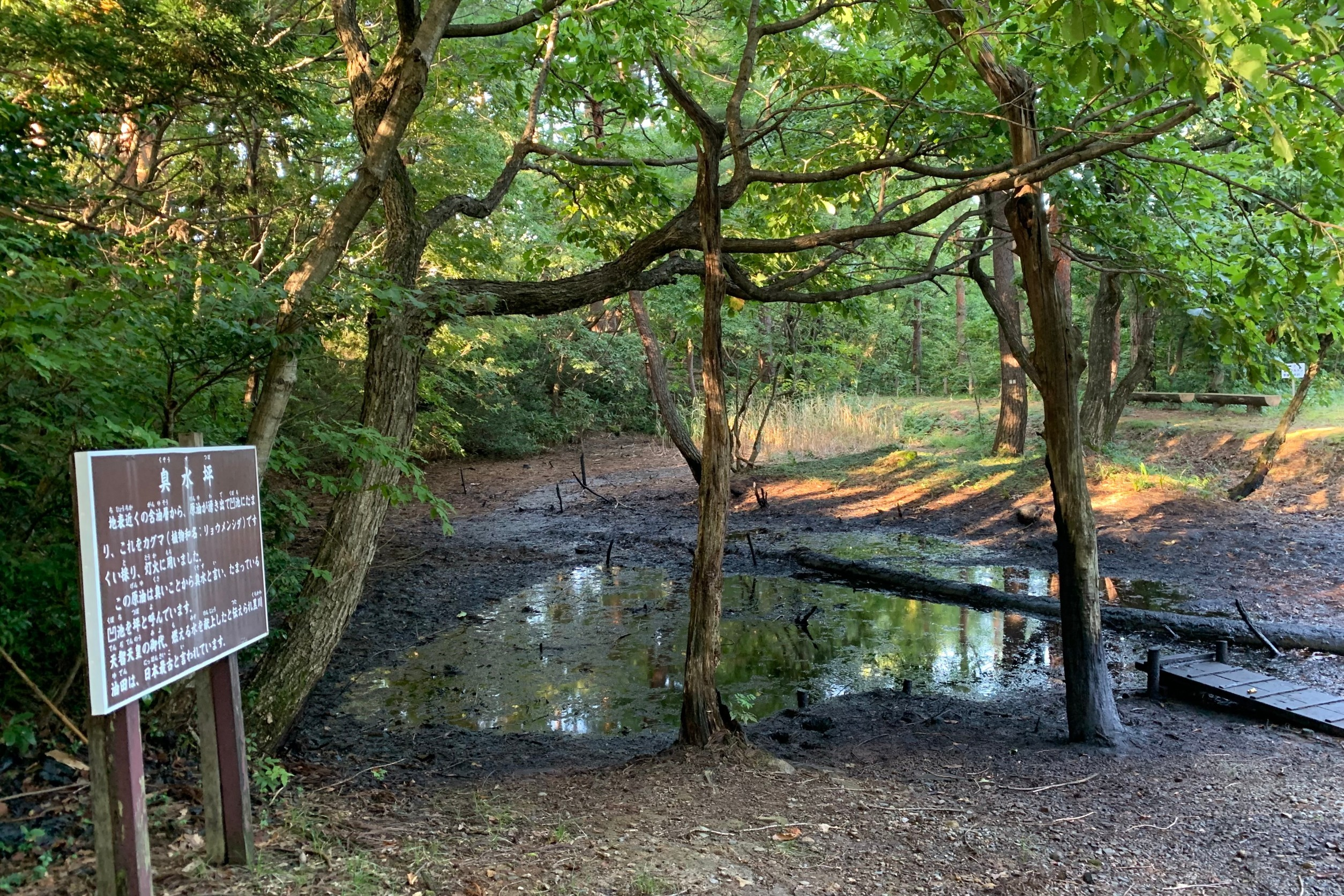
現在でも原油が湧き出ている臭水油坪（国の史跡）

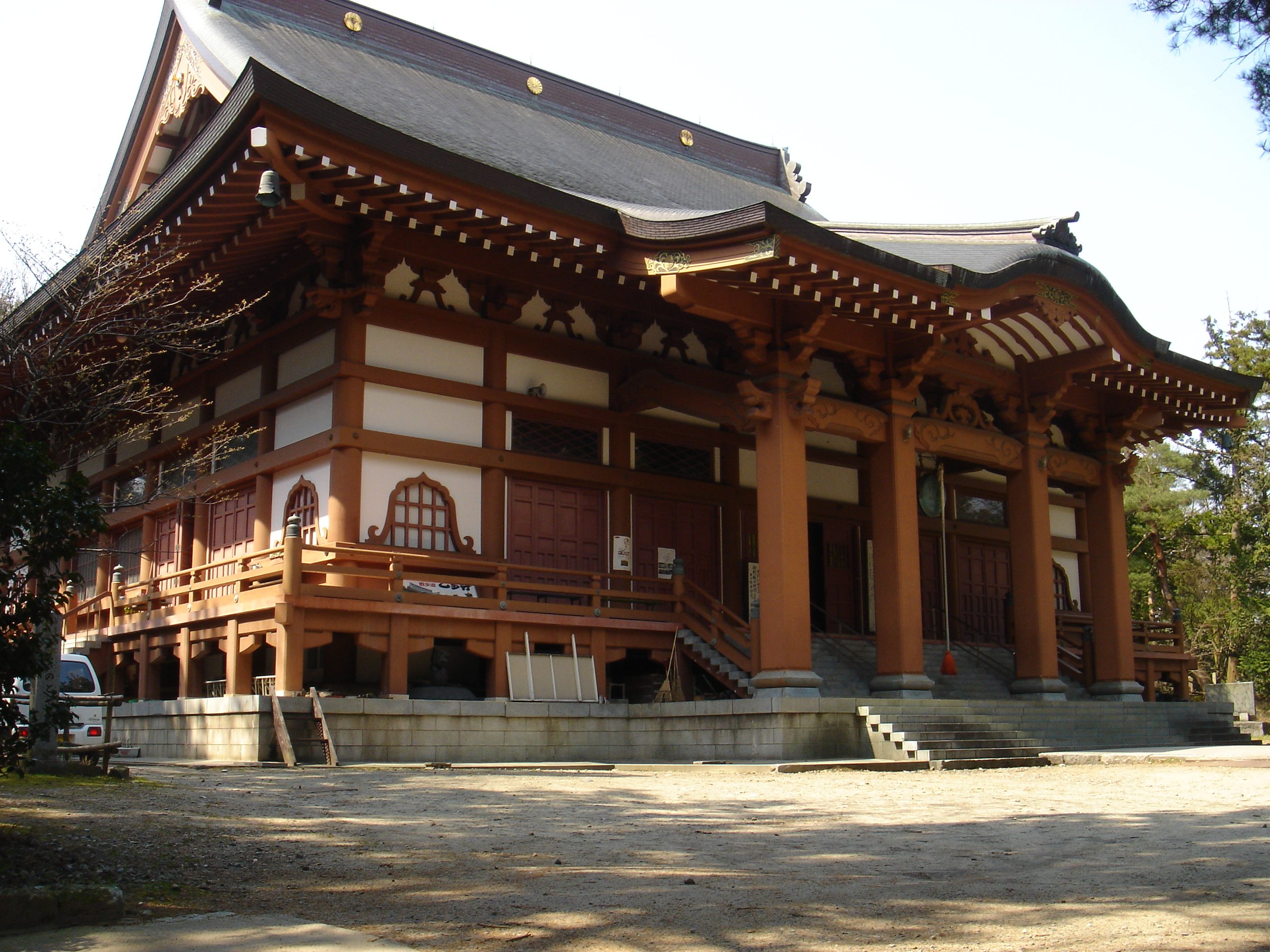
乙寶寺

地本の水芭蕉群生地

- 地本水芭蕉群生地（絶滅危惧種のイバラトミヨが生息する）
- シンクルトン記念公園（黒川油田）
  - 臭水油坪：国の史跡
  - シンクルトン記念館（要予約）
- きのと観光物産館

### 温泉・レジャー

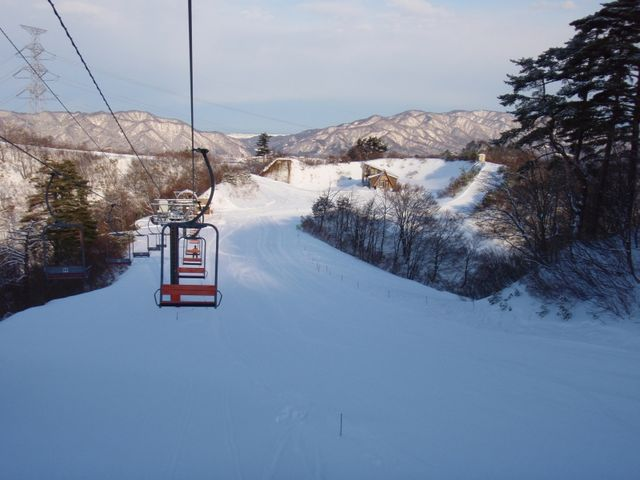
国設胎内スキー場

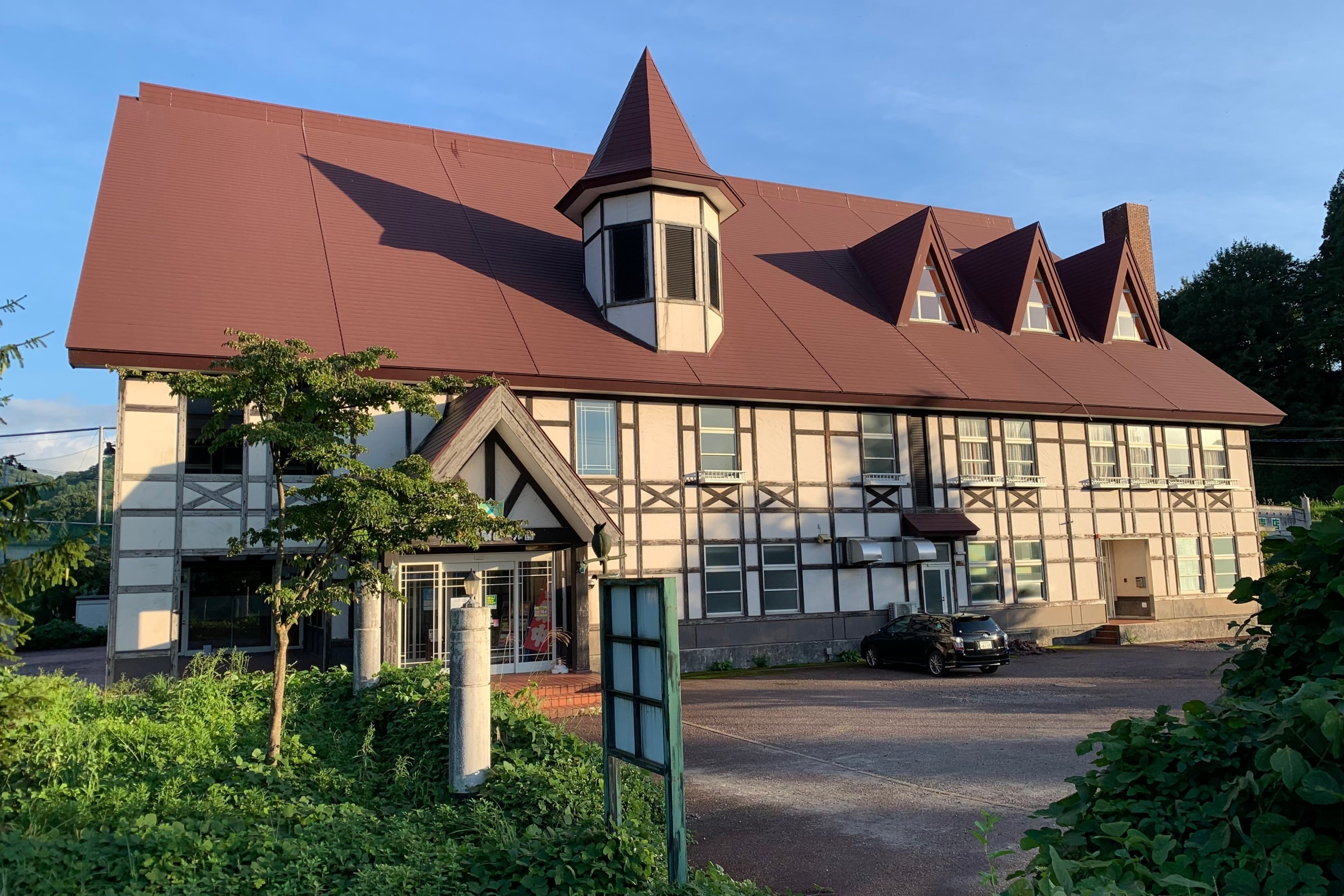
胎内高原ビール園

胎内川沿いはリゾートとして開発されており、胎内スキー場、ゴルフ場、天文台、ホテルなどがある。
- 胎内リゾート（胎内平エリア）
  - ロイヤル胎内パークホテル
  - 国設胎内スキー場
  - 胎内フラワーパーク
  - 胎内フィッシングパーク
  - 胎内高原ビール園
  - 胎内昆虫の家
  - クレーストーン博士の館
  - 胎内自然天文館
  - スポーツハウスキャンプ場（胎内平キャンプ場）
  - 胎内平MTBエンジョイパーク - 2020年オープン[19]
- 胎内リゾート（樽ケ橋エリア）
  - 樽ケ橋遊園
- 塩の湯温泉
- 越後の里親鸞聖人総合会館西方の湯
- 日本海カントリークラブ
- 村松浜海水浴場

### 祭事・催事
- 胎内検定（体験型のご当地検定）
- チューリップフェスティバル（4月下旬 - 5月上旬）
- 胎内星まつり（8月下旬の金曜日 - 日曜日）
- 黒川祭（8月31日 - 9月1日）
- 中条祭り（9月3日 - 6日）
- 中秋の名月・板額の宴（9月中旬）
- いいもんまつり（11月）

### ご当地グルメ
- 胎内黒豚バーガー
- 胎内黒豚らぁめん
- 白鳥（黄餡をマシュマロ生地で包んだ菓子、封のシールには郷土銘菓と書かれている）
- 乙まんじゅう
- 幸内商店

### スポーツ
- たいない高原マラソン
- 胎内ディアーズ（Xリーグ所属）
- 胎内市総合グラウンド陸上競技場（日本陸上競技連盟第3種公認）

## 出身人物
- 板額御前（女武将）

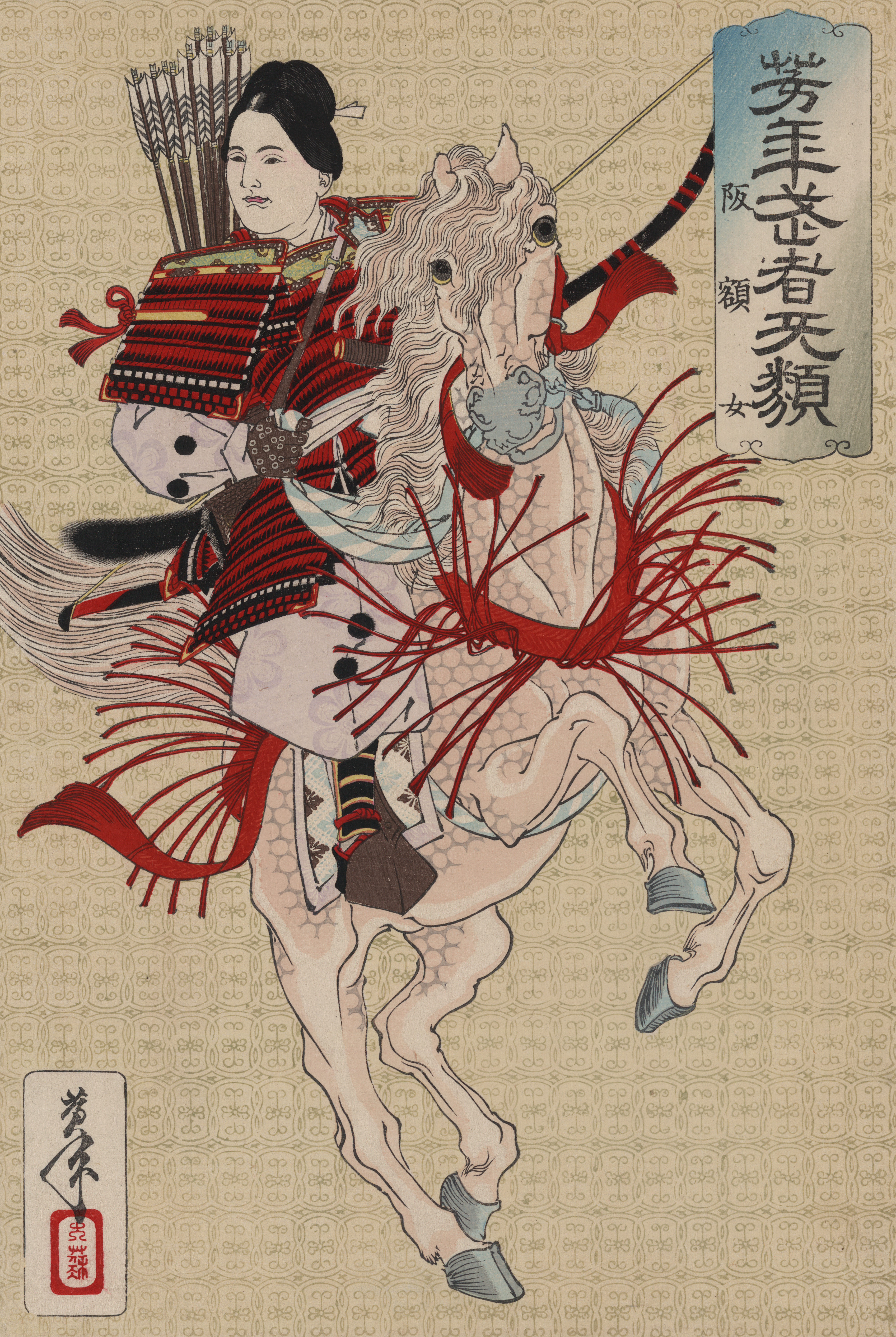
板額御前。市内飯角の生まれとされる

- 山本善政（ハードオフコーポレーション創業者・会長兼社長、日本フランチャイズチェーン協会会長）
- 本間勲 （サッカー選手）
- 三國万里子 （編み物作家）
- なかしましほ （料理研究家）
- 大平實 （彫刻家）
- 水橋千佳子 (女優、舞台制作）
- 高橋正和 （アナウンサー）
- 愛田武 （実業家）
- 金子ボボ （NAMARAの芸人）
- 長谷川玲奈 （声優、タレント、元NGT48）　※胎内市観光PR大使（2019年9月1日 - 2020年8月31日）
- 板垣優稀 （声優） 生まれは村上市
- 椎野新 （プロ野球選手）
- 須貝龍（フリースタイルスキー選手）
- 吉田和夫（政治家）
- 相馬庸郎（日本文学研究者）
- 向來桜子 （ラグビー選手）

## ゆるキャラ
- リップル
- 板額ちゃん - 胎内市飯角出身の板額御前をPRするキャラクター
- やらにゃん - 胎内検定のマスコット。平成22年12月15日に胎内市の特別住民として登録された。